# Тотя
Тотя (рум. Totea) — село у повіті Горж в Румунії. Входить до складу комуни Лікуріч.
Село розташоване на відстані 202 км на захід від Бухареста, 33 км на південний схід від Тиргу-Жіу, 60 км на північ від Крайови.

## Населення
За даними перепису населення 2002 року у селі проживали 879 осіб, з них 878 осіб (99,9%) румунів. Усі жителі села рідною мовою назвали румунську.